# Nola Kemper
Nola Kemper (9 februari 2004) is een Nederlandse actrice. Zij komt uit Heemstede en ze is vooral bekend van haar rol in de films 100% Coco (2017) en 100% Coco New York (2019). In beide films vertolkte zij de titelrol.
Daarnaast speelde Kemper in de korte films Pril (2017) en Never forget (2018).